# Userkaf in grovacca (JE 90220)
La testa di Userkaf (JE 90220) è il frammento di un'antica statua egizia del faraone Userkaf (ca. 2494–2487 a.C.), fondatore della V dinastia egizia, in grovacca; si trova al Museo egizio del Cairo).

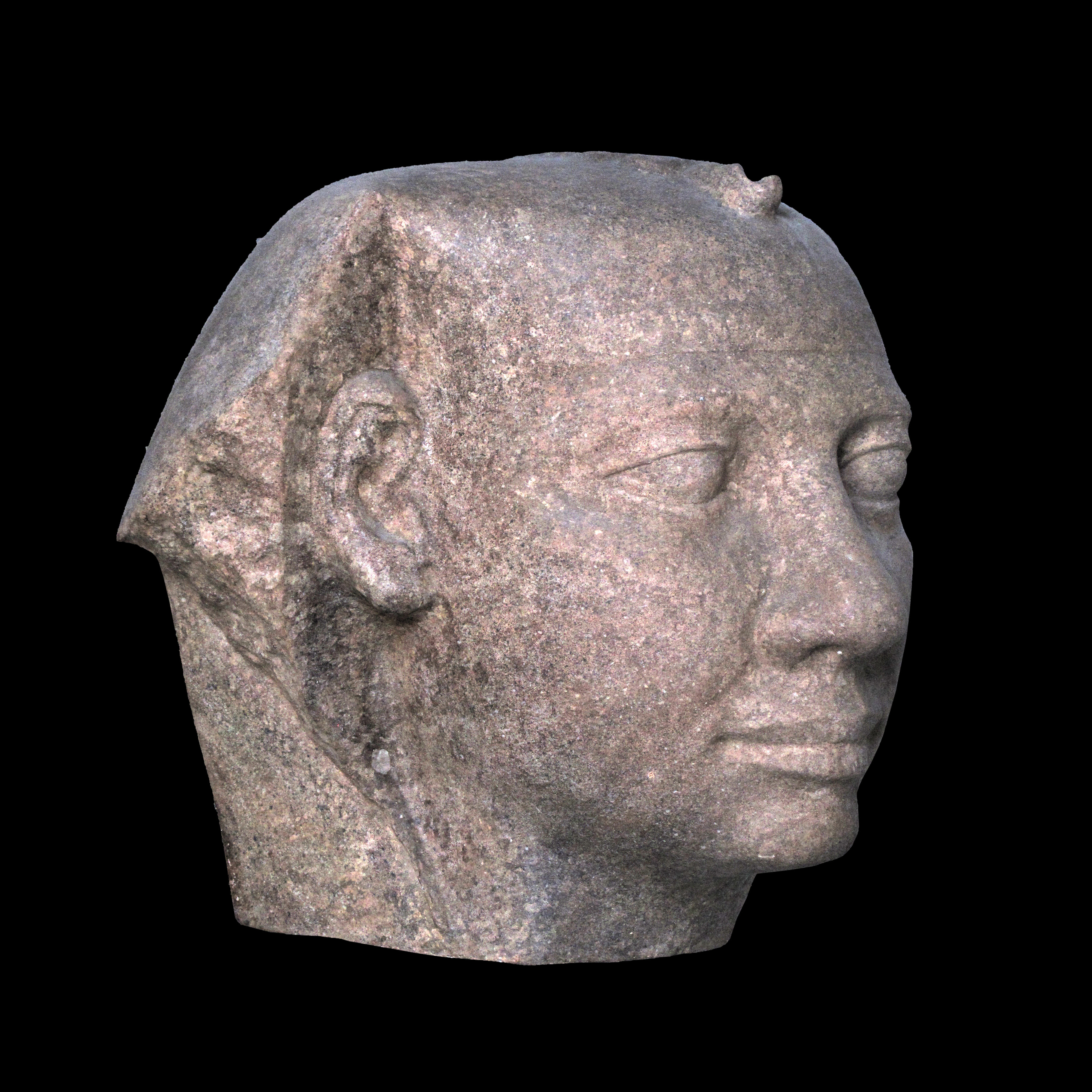
Altra testa di Userkaf, frammento di un colosso in granito rosa. Museo egizio del Cairo.

Questa effigie di re Userkaf recante la Corona rossa (deshret) del Basso Egitto dà una chiara indicazione dello stile della statuaria regale al principio della V dinastia, consistente nella conservazione e nell'arricchimento degli illustri modelli (come la celebre statua di Chefren in trono, il busto del principe Ankhhaf) offerti dalla precedente IV dinastia. Imitando il proprio predecessore Shepseskaf, ultimo re della IV dinastia, Userkaf volle edificare la propria piramide a Saqqara anziché a Giza nei paraggi della Piramide di Cheope: nel suo Tempio funerario è stata rinvenuta la testa della prima statua colossale nota risalente all'Antico Regno, oltre a vari bassorilievi di qualità eccellente.
A nord di Saqqara, nel deserto di Abusir, Userkaf fece erigere il primo di una serie di templi dedicati al dio-sole Ra, la cui importanza era aumentata durante la IV dinastia ed era destinata a crescere ulteriormente sotto la V; sia Userkaf che i suoi successori Sahura e Neferirkara Kakai erano al centro di un mito di nascita divina che li voleva generati dalla moglie di un sacerdote di Ra e dal dio Ra in persona.
Questa testa di Userkaf in grovacca è stata rinvenuta appunto nel recinto di tale Tempio solare. Stilisticamente è comparabile alle sculture di re Micerino, morto pochi decenni prima: si nota la medesima cura nei dettagli delle tante triadi di Micerino affiancato da divinità, mentre la forma piacente degli occhi, allungati da una linea di trucco, è sormontata da marcate sopracciglia e diverrà un tratto distintivo della statuaria regale della V dinastia.
Al momento della scoperta si credette che la testa appartenesse a un'effigie della dea Neith, venerata a Sais e raffigurata con il medesima copricapo: a dispetto della peculiare delicatezza del viso e dell'assenza della tipica barba posticcia (già assente, d'altronde, anche dalla statua di Khasekhemui in scisto verde e dalla famosa statuetta di Cheope in avorio, ben più antiche), la presenza di una linea quasi impercettibile di baffi ha permesso di dichiararlo un ritratto regale.